# 5-4-3-Regel
Die 5-4-3-Regel oder auch Repeater-Regel ist ein Begriff aus der Netzwerktechnik. Sie besagt, dass bei einem Ethernet-Netzwerk (10 Mbit/s) mit gemeinsamem Zugriff, in dem mehrere elektrische/optische Segmente (10BASE2, 10BASE5, 10BASE-T, 10BASE-F) zu einer Baumtopologie verbunden werden, der Pfad zwischen zwei beliebigen Stationen
- durch maximal fünf Segmente
- mit vier Repeatern verlaufen darf.
- Mindestens drei dieser Segmente müssen „Link-Segmente“ mit physischen Punkt-zu-Punkt-Verbindungen sein (FOIRL, 10BASE-FL oder 10BASE-T),
- maximal zwei dürfen „Misch-Segmente“ mit einer physischen Bus-Verbindung sein (10BASE5, 10BASE2 oder 10BASE-FP);[1][2]
- das alles betrifft eine Kollisionsdomäne.

Wegen der kursiv markierten Zahlen wird die Regel auch 5-4-3-2-1-Regel genannt.
Linksegmente oder Inter-Repeater-Leitungen sind Segmente ohne aktive Geräte. Ihre Aufgabe besteht lediglich darin, zwei Repeater miteinander zu verbinden, um größere Reichweiten zu überbrücken. Die Linksegmente müssen Vollduplex-Medien verwenden (z. B. 10BASE-FL oder 10BASE-T), damit Kollisionen sofort erkannt werden können. (Vollduplex-Medien verwenden für jede Richtung einen dedizierten Übertragungskanal – die Ethernetübertragung selbst findet mit Repeatern dagegen grundsätzlich halbduplex statt.)
Die 5-4-3-Regel ist eine Faustregel, die auch unter ungünstigen Bedingungen einen stabilen Betrieb garantieren soll. Bei exakt bekannten Bedingungen kann unter Umständen von ihr abgewichen werden.

## Grund
In einem klassischen Ethernet können durch den Halbduplex-Betrieb Kollisionen auftreten. Diese sollen möglichst vermieden, müssen aber auf jeden Fall zuverlässig erkannt werden (CSMA/CD).
Die Laufzeit eines Signales, und damit die maximal erlaubte Größe einer Kollisionsdomäne, lässt sich durch die Summierung der Laufzeiten je Segment und der Verzögerung der Koppelelemente ermitteln. Sie muss unterhalb des maximal erlaubten Round Trip Delays liegen. Da diese Berechnung relativ komplex sein kann, wurde mit der Router-Regel eine einfachere Repeater-Methode entwickelt, mit der die Laufzeitbeschränkung eingehalten werden kann.
Wird die maximale Größe der Kollisionsdomäne und damit die maximale Laufzeit eines Round Trip Delays überschritten, kommt es zu späten Kollisionen, die nicht mehr durch CSMA/CD aufgefangen werden können, und somit zu Paketverlust.

## Repeater, Hubs und Switches

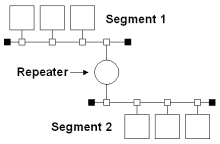
Netzwerkschema bei Einsatz eines Repeaters: Verbindung zweier Segmente über einen Repeater

Werden bei 10BASE-T zwei Hubs über einen Uplink miteinander verbunden, so zählen sie als zwei halbe bzw. ein ganzer Repeater.
Ein neues Segment entsteht, wenn ein weiterer Hub an einen Port (des Repeaters) für Endgeräte (kein Uplink) angeschlossen wird.
Wird anstelle eines Hubs eine Bridge, Multibridge oder ein Switch verwendet, so kann die 5-4-3-Regel nicht mehr angewendet werden, weil es sich nun nicht mehr um eine, sondern um zwei Kollisionsdomänen handelt. Ebenso endet der Geltungsbereich der Regel an einem Switchport.
Ein Switch verbindet mehrere verschiedene Kollisionsdomänen. Außerdem ermöglicht er einen Vollduplex-Betrieb, in dem keine Kollisionen mehr auftreten können.

## Fast Ethernet
Bei Fast Ethernet (100 Mbit/s) können unter Ausnutzung der maximalen Segmentlänge nur noch zwei Class-II-Repeater kaskadiert werden (je max. 92 Bitzeiten Latenz/Verzögerung).
An einen Class-I-Repeater (max. 140 Bitzeiten Latenz) darf kein weiterer angeschlossen werden.

## Gigabit-Ethernet
Für Gigabit-Ethernet wurde ursprünglich noch der Betrieb eines einzigen Repeaters pro Segment definiert. Solche Geräte wurden aber nicht mehr gebaut, und seit 2011 werden die IEEE 802.3-Spezifikationen nicht mehr aktualisiert.